# Saint-Gérard-Majella
Saint-Gérard-Majella (AFI: /sɛ͂ʒeᴚɑᴚmaʒɛlɑ/), también conocido como Saint-Gérard-d’Yamaska, es un municipio de parroquia perteneciente a la provincia de Quebec en Canadá. Está ubicado en el municipio regional de condado (MRC) Pierre-De Saurel en la región de Montérégie-Est.

## Geografía
Saint-Gérard-Majella se encuentra en la planicie del San Lorenzo, 25 kilómetros al sureste de  Sorel-Tracy y al suroeste de Pierreville. Limita al norte con Saint-François-du-Lac y Odanak, al este con Saint-Pie-de-Guire, al sur con Saint-David y al oeste con Yamaska. Su superficie total es de 38,19 km², totalmente en tierra firme.

## Urbanismo
El pueblo de Saint-Gérard-Majella se encuentra al cruce del rang Saint-Antoine con el chemin de l’Église y del rang Saint=Pierre. Este municipio, cuyo territorio es agrícola, cerca las carreteras nacionales  QC 122  hacia Drummondville y  QC 132  hacia Sorel-Tracy y Bécancour.

## Historia
La parroquia católica de Saint-Gérard-Majella, honrando Gerardo Mayela, fue fundada en 1906 a partir de partes de las parroquias de Saint-François-du-Lac, de Saint-David, de Saint-Pie-de-Guire y de Saint-Michel-d'Yamaska. La oficina de correos de Saint-Gérard-d’Yamaska abrió en 1907. El municipio de parroquia de Saint-Gérard-Majelle fue instituido en 1908.

## Política
El consejo municipal se compone del alcalde y de seis consejeros sin división territorial. El alcalde actual (2015) es Luc Cloutier, que sucedió a Charles Lachapelle en 2013.
|            | 2005-2009                                                                                     | 2009-2013                                                                                       | 2013-2017                                                                                         |
| Alcalde    | Charles Lachapelle                                                                            | Charles Lachapelle                                                                              | Luc Cloutier                                                                                      |
| Consejeros | Laurier Abel Jean Beaubien Georges-Henri Parenteau Pierre Provost Éric Tessier Roger Villiard | Jean Beaubien Jacques Mondou Georges-Henri Parenteau Pierre Provost Éric Tessier Serge Villiard | Jean Beaubien Georges Forcier Jacques Mondou Georges-Henri Parenteau Éric Tessier Claude Villiard |

 * Consejero al inicio del termo pero no al fin.  ** Consejero al fin del termo pero no al inicio. # En el partido del alcalde.
A nivel supralocal, Saint-Gérard-Majella forma parte del MRC de Pierre-De Saurel. El territorio del municipio está ubicado en la circunscripción electoral de Richelieu a nivel provincial y de Bécancour—Nicolet—Saurel (llamada Bas-Richelieu–Nicolet–Bécancour antes de 2015) a nivel federal.

## Demografía
Según el censo de Canadá de 2011, Saint-Gérard-Majella contaba con 246 habitantes. La densidad de población estaba de 6,4 hab./km². Entre 2006 y 2011 hubo una disminución de 5 habitantes (2,4 %). En 2011, el número total de inmuebles particulares era de 109, de los cuales 104 estaban ocupados por residentes habituales, otros siendo desocupados o residencias secundarias.
Evolución de la población total, 1991-2015